# Samsung Galaxy A5 (2016)
Samsung Galaxy A5 (2016) (được viết cách điệu là SAMSUNG Galaxy A56) là một điện thoại thông minh chạy hệ điều hành Android được sản xuất bởi hãng Samsung Electronics, được ra mắt vào tháng 12 năm 2015, cùng với Samsung Galaxy A3 (2016), Samsung Galaxy A7 (2016), và Samsung Galaxy A9 (2016).

## Phần cứng
Cấu hình
Máy sử dụng chip Snapdragon 410, 4 nhân tốc độ 1.2 GHz, RAM 2 GB, bộ nhớ trong 16 GB và khả năng mở rộng thẻ nhớ lên 64 GB.
Camera
Máy được trang bị camera chính lên đến 13 MP cùng khả năng xử lý hình ảnh khá đẹp mắt, máy có các chức năng như tự động lấy nét, chạm lấy nét, nhận diện khuôn mặt, panorama.

### Pin
Galaxy A5 (2016) sở hữu viên pin có dung lượng lớn hơn cả Galaxy S6. Thông thường, người dùng bày tỏ mong ước có được một nhà sản xuất để tăng dung lượng pin, chứ không phải là làm cho điện thoại mỏng hơn. Có vẻ như Samsung đã làm chính xác điều đó: A5 (2016) dày hơn so với người tiền nhiệm của nó (7,3 so với 6,7 mm), do đó viên pin lớn hơn nhiều (2900 mAh so với 2300 mAh), lớn hơn cả S6 với 2550 mAh.

## Thiết kế
Samsung Galaxy A5 nổi bật với màn hình Super AMOLED cùng thiết kế nguyên khối bằng kim loại vuông vức sang trọng và tinh tế.
Galaxy A5 có thiết kế đặc trưng của dòng A khi các cạnh được cắt kim cương bắt sáng và làm vuông vức hơn tạo sự khác lạ, tuy nhiên khi cầm lâu máy bạn sẽ thấy đau tay khi bị cấn..

## Phần mềm
Máy có các kết nối cơ bản nhất cho người dùng như wifi, 3G, định vị hay bluetooth.

## Phân loại

### Các biến thể
| Model       | Processor                  | SIM     | Region                                                 |
| ----------- | -------------------------- | ------- | ------------------------------------------------------ |
| SM-A510F    | Samsung Exynos 7 Octa 7580 | Một sim | Châu Âu (vài quốc gia), Israel và Nam Phi              |
| SM-A510F/DS | Samsung Exynos 7 Octa 7580 | Hai sim | Nga, Kazakhstan, Ukraine, Armenia, Azerbaijan, Georgia |
| SM-A510FD   | Samsung Exynos 7 Octa 7580 | Hai sim | Trung Đông, Châu Phi, Châu Á                           |
| SM-A510Y    | Samsung Exynos 7 Octa 7580 | Một sim | Úc và New Zealand                                      |
| SM-A510Y/DS | Samsung Exynos 7 Octa 7580 | Hai sim | Philippines và Đài Loan                                |
| SM-A510M    | Samsung Exynos 7 Octa 7580 | Một sim | Mỹ Latinh                                              |
| SM-A510M/DS | Samsung Exynos 7 Octa 7580 | Hai sim | Brazil                                                 |
| SM-A5100    | Qualcomm Snapdragon 615    | Một sim | Trung Quốc và Hong Kong                                |
| SM-A510S    | Samsung Exynos 7 Octa 7580 | Một sim | Hàn Quốc (SK Telecom)                                  |
| SM-A510K    | Samsung Exynos 7 Octa 7580 | Một sim | Hàn Quốc (KT Corporation)                              |